# Same Mistake
Same Mistake is een nummer van de Britse zanger James Blunt uit 2007. Het is de tweede single van zijn tweede studioalbum All the Lost Souls.
"Same Mistake" is een ballad waarin Blunt refereert aan een oude, stukgelopen relatie en zich afvraagt wat hij verkeerd heeft gedaan. Hij weet echter ook dat hij dezelfde fout opnieuw zou maken als zijn voormalige vriendin hem een tweede kans geeft. Het nummer werd een bescheiden hit in een aantal Europese landen, met bijvoorbeeld een 57e positie in Blunts thuisland het Verenigd Koninkrijk. In de Nederlandse Top 40 was het succesvoller met een 29e positie, terwijl het in Vlaanderen de 3e positie in de Tipparade pakte.